# Porella subobtusa
Porella subobtusa là một loài rêu trong họ Porellaceae. Loài này được (Stephani) S. Hatt. mô tả khoa học đầu tiên năm 1944.